# オールスタープロチアリーダーズ
オールスタープロチアリーダーズ（Allstar Pro-cheerleaders）は、かつて存在した一般社団法人プロフェッショナルチアリーディング協会のチアリーダーズ。

## スタッフ
代表理事
- 齋藤佳子 2010-2022

エグゼクティブディレクター
- 高橋りか 2010-2022

ディレクター
- 植村綾子 2011-2022

## メンバー
- 植村綾子 2010-2011
- 本田景子 2011-2012
- 平井絢野 2015-2017